# Hirsh Lekert
Hirsh Lekert né en 1880 à Onuškis (Hanoshishok), près de Kaunas (Empire russe), et mort le 10 juin 1902 à Vilna (Empire russe) est un militant socialiste juif du Bund.

## Biographie
Hirsh Lekert, cordonnier illettré, est actif dans le Bund dès sa jeunesse. Le 24 mai 1900, il conduit un groupe de personnes dans une attaque contre un poste de police de Vilna et libère trois ouvriers arrêtés. Il est arrêté puis exilé à Iekaterinoslav. Il s'en échappe en 1902 et revient à Vilna.
Le 18 mai 1902, il mène une tentative ratée d'assassinat sur le gouverneur de Vilna, le général Victor von Wahl Quand von Wahl, qui avait auparavant été maire de Saint-Pétersbourg, est nommé gouverneur de la ville, des manifestations sont organisées contre lui par le Bund. Von Wahl est alors responsable des mesures répressives très dures contre les travailleurs de Vilna, et le Bund en particulier. Von Wahl ordonne l'arrestation et la flagellation humiliante d'ouvriers juifs et polonais, qui avait pris part aux manifestations interdites du Premier mai, en 1902 Ces pratiques cruelles conduisent à un projet d'assassinat. Lekert, ainsi que plusieurs membres du Bund commencent à observer les déplacements de von Wahl, achètent des armes et s'entrainent dans les bois autour de Vilna.
Cependant, les plans du petit groupe échouent et Hirsh Lekert fait une tentative totalement improvisée. Lekert, qui travaillait comme cordonnier à l'époque, tire au pistolet à deux reprises sur le gouverneur von Wahl à la sortie d'un cirque, le blessant à la jambe et au bras . Il est immédiatement arrêté, sauvagement battu, puis transféré à la prison de la ville.
Sous la pression du ministre de l'Intérieur, Viatcheslav Plehve, Hirsh Lekert est jugé par une cour militaire : sa condamnation à mort est décidée à l'avance, et le procès, une simple formalité. Il est reconnu coupable et condamné à mort par pendaison. Lors de son procès, Lekert, malgré l'avis d'un rabbin local, refuse de demander pardon et prononce un discours vibrant sur la dignité de l'ouvrier juif.
La sentence est exécutée sur 10 juin 1902. Son corps est enterré sur un champ de manœuvres ; le sol en est piétiné par la cavalerie, pour qu'on ne retrouve pas son emplacement. 
Il devient un héros du Bund, très populaire pour les travailleurs dans le mouvement révolutionnaire juif. Plusieurs drames en yiddish et de nombreux poèmes sont écrits en son honneur. Le plus connu d'entre eux est le poème d'Abraham Suckewer "די לערערען מיראַ »(Di Mira Lererin- La Mira enseignante).